# Marine de guerre hellénique
La marine de guerre hellénique (en grec moderne : Ελληνικό Πολεμικό Ναυτικό / Polemikó Naftikó, abrégé ΠΝ) est la force navale des forces armées grecques, fondée de facto en 1821 et officiellement en 1828, en tant que force officielle de l’État.
La marine grecque moderne prend ses racines dans les forces maritimes des différentes îles de la mer Égée, qui ont combattu durant la guerre d'indépendance grecque. Pendant les périodes de la monarchie (1833-1924 et 1936-1973), elle portait le nom de Marine Royale (en grec moderne : Βασιλικόν Ναυτικόν / Vasilikón Naftikón, abrégé ΒΝ).
Cependant, l'histoire de la marine grecque existe déjà dans les récits d'Homère, l'Iliade et l’Odyssée, datés du VIe siècle av. J.-C. En effet, à l'occasion de la guerre de Troie, il est fait état d'une expédition qui est « la première expédition navale panhellénique ».
La devise de la marine grecque est « Μέγα το της θαλάσσης κράτος ». Il s'agit d'une citation de Thucydide rapportant le discours prononcé par Périclès à la veille de la guerre du Péloponnèse, signifiant « C'est une chose importante que la maîtrise de la mer ». L'emblème de la marine hellénique se compose d'une ancre sur laquelle se croisent la croix chrétienne et le trident : la croix symbolisant l'orthodoxie grecque et le trident symbolisant Poséidon, le dieu de la mer dans la mythologie grecque. Les paroles de Périclès sont inscrites dans la partie supérieure de l'emblème.
La marine grecque a pour mission de protéger les eaux territoriales contre toute intrusion. Elle est placée sous l'autorité de l'état-major général de la Marine hellénique.

## La marine de guerre antique
L'origine de la marine hellénique n'est pas connue : depuis la préhistoire, les Grecs ont développé des sociétés côtières tournées vers les ressources marines. Naturellement, afin de se protéger, ils développent également des unités organisées de marine. Dans le récit légendaire de la guerre de Troie, il est fait état d'une première expédition navale panhellénique : ce récit, qui s'étale sur plus de dix ans, raconte également le retour des marins. Les Grecs ont déjà une bonne expérience dans l'art de la construction navale. Selon Homère, les navires du VIIIe siècle av. J.-C. sont rapides et creux. Livrés avec deux rangs de rames, ceux-ci ont de 80 à 120 sièges pour les rameurs. Ainsi, lors des VIIe siècle et VIe siècle av. J.-C., les Grecs dominent toutes les côtes de la Méditerranée. Commençant la navigation dans la mer Égée, ils ouvrent de nouveaux horizons, des colonnes d'Hercule (Gibraltar) à la mer Noire. Des centaines de colonies sont fondées autour du bassin méditerranéen. En 480 av. J.-C., les longues trirèmes athéniennes battent les grands navires, maladroits du roi de Perse dans le détroit de Salamine. Athènes devient la première puissance navale en Grèce et ses défenses sont renforcées par la construction des longs Murs reliant Athènes au Pirée. Au cours des Ve siècle et IVe siècle av. J.-C., les équipages des trirèmes atteignent 170 rameurs et 30 officiers.

## Histoire actuelle
L'histoire de la marine de guerre hellénique commence avec la naissance de la Grèce moderne.

### La marine pendant la révolution

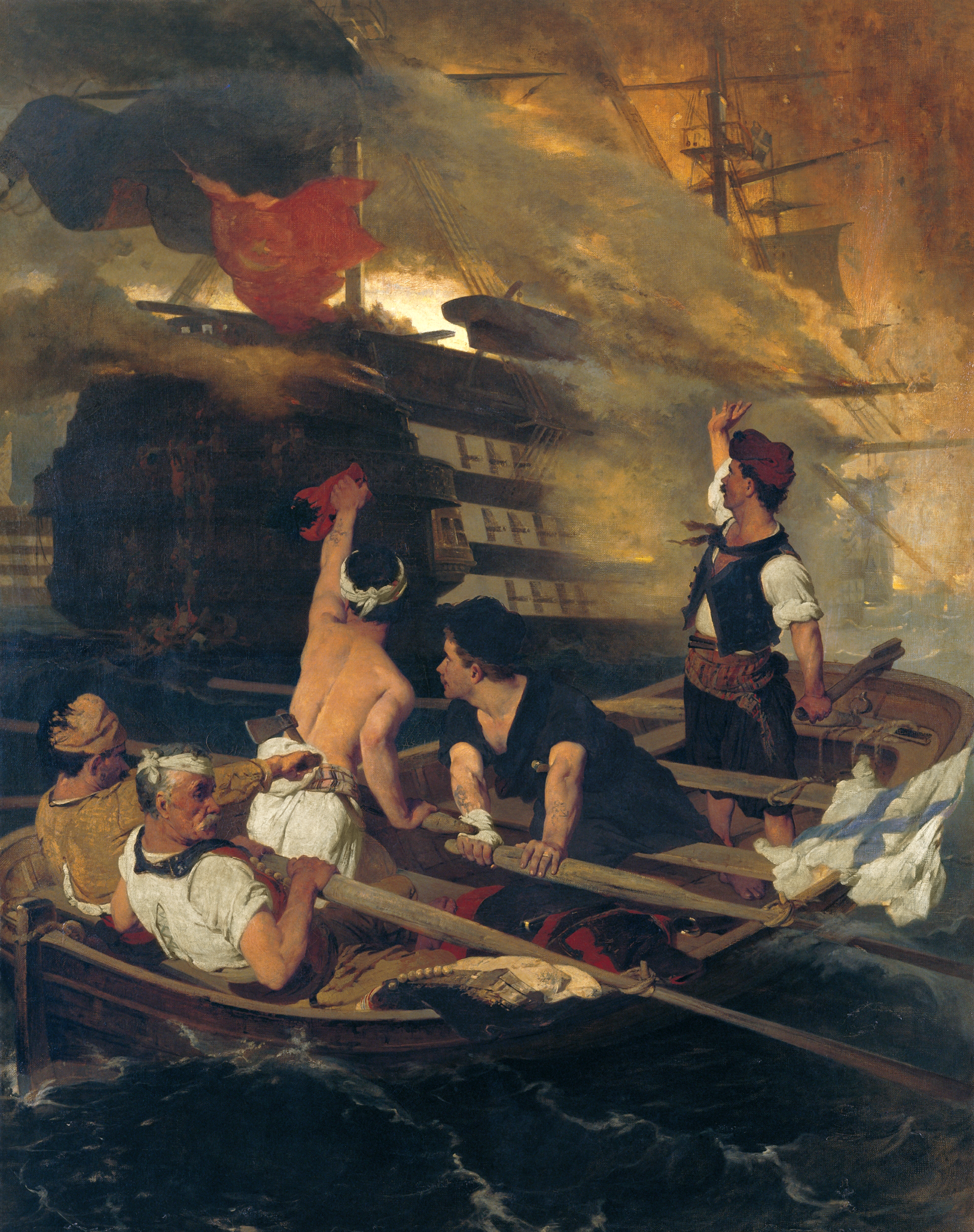
La destruction du navire amiral ottoman à Chios par Konstantínos Kanáris en 1822. Toile de Nikifóros Lýtras.

L'histoire de la marine de l’État grec débute réellement en 1821. Au début de la guerre d'indépendance grecque, les forces navales des Grecs se composent essentiellement de la flotte marchande des îles du golfe Saronique (Hydra et Spetses) et de Psará. La flotte est d'une importance cruciale pour le succès de la révolte. Son but est d'empêcher, autant que possible, le réapprovisionnement de la marine ottomane, l'isoler de ses garnisons et des renforts terrestres des provinces asiatiques de l'empire ottoman.
Bien que les équipages grecs soient formés de marins expérimentés, leurs navires ne sont que des navires marchands armés, incapables de résister aux grands navires de ligne turcs dans le combat direct. Les Grecs ont donc recours à l'utilisation de brûlots (en grec moderne : πυρπολικά ou μπουρλότα), avec un grand succès. C'est par l'utilisation de ces navires que des marins courageux comme Konstantínos Kanáris gagnent une renommée internationale.
Sous la direction d'amiraux expérimentés, le plus célèbre étant Andréas Miaoúlis d'Hydra, la flotte grecque obtient ses premières victoires et garantit la survie de la révolte dans la partie continentale.
Cependant, alors que la Grèce est impliquée dans une guerre civile, le Sultan fait appel à son plus puissant sujet, Méhémet Ali, vice-roi d’Égypte. En proie à des luttes internes et des difficultés financières, les Grecs ne réussissent pas à créer une flotte permanente : malgré des succès ponctuels, ils ne peuvent empêcher la capture et la destruction des îles de Kassos et Psará en 1824, puis le débarquement de l'armée égyptienne à Modon en 1825.

La sortie du brick grec Arès durant la guerre d'indépendance grecque. Toile de Konstantínos Volanákis.

La Révolution est menacée d'effondrement jusqu'au moment de l'intervention des grandes puissances dans la bataille de Navarin en 1827. La flotte égypto-ottomane est vaincue de manière décisive par les flottes combinées du Royaume-Uni, de la France et l'Empire russe, assurant la protection effective de l'indépendance de la Grèce.
Lorsque Ioánnis Kapodístrias devient gouverneur de la Grèce nouvellement libérée en 1828, la flotte grecque se compose de quelques navires vétérans de la guerre d'indépendance. Le premier ministre des affaires navales est Konstantínos Kanáris et le navire le plus puissant de la flotte, à cette époque, est la frégate Hellas (el) , construite aux États-Unis en 1825. La marine grecque établit son siège sur l'île de Poros et entame la construction d'une nouvelle série de navires, à la base navale, tandis que les vieux navires sont progressivement retirés. En outre, les efforts se concentrent vers l'éducation des officiers : les jeunes aspirants sont formés à l'école des Évelpides puis ils sont transférés dans la marine, car il n'existe pas encore d'académie navale
En 1831, la Grèce sombre dans l'anarchie dans de nombreuses régions, notamment le Magne et Hydra qui se révoltent. C'est pendant cette révolte que la frégate Hellas, amarrée à Poros, est incendiée par l'amiral Andreas Miaoulis. Capodistrias est assassiné quelques mois plus tard.

### La marine royale du roi Othon
Lorsque le nouveau roi Othon Ier de Grèce arrive dans la capitale grecque, Nauplie, en 1832 à bord du navire de guerre britannique HMS Madagascar, la flotte grecque est composée d'une corvette, 3 bricks, 6 goélettes, 2 canonnières, 2 bateaux à vapeur et quelques plus petits navires. La première académie navale est fondée en 1845, sur la corvette Loudovikos (en), et Leonidas Palaskas (en) y est affecté en tant que directeur. Cependant la formation inefficace des officiers, couplée au conflit entre ceux qui poursuivent la modernisation et les piliers de la tradition des anciens combattants ayant lutté pour l'indépendance, aboutit à une marine limitée et inefficace, n'assurant que la police de la mer et la poursuite des pirates.
Pendant les années 1850, les éléments les plus progressistes de la marine l'emportent et la flotte est complétée par plusieurs navires. En 1855, les premiers navires de fer à hélice sont commandés en Angleterre. Ce sont les bateaux à vapeur Panopi (el), Pliksavra, Afroessa (el) et Sfendoni.

### Croissance de la marine sous le règne de GeorgesIer

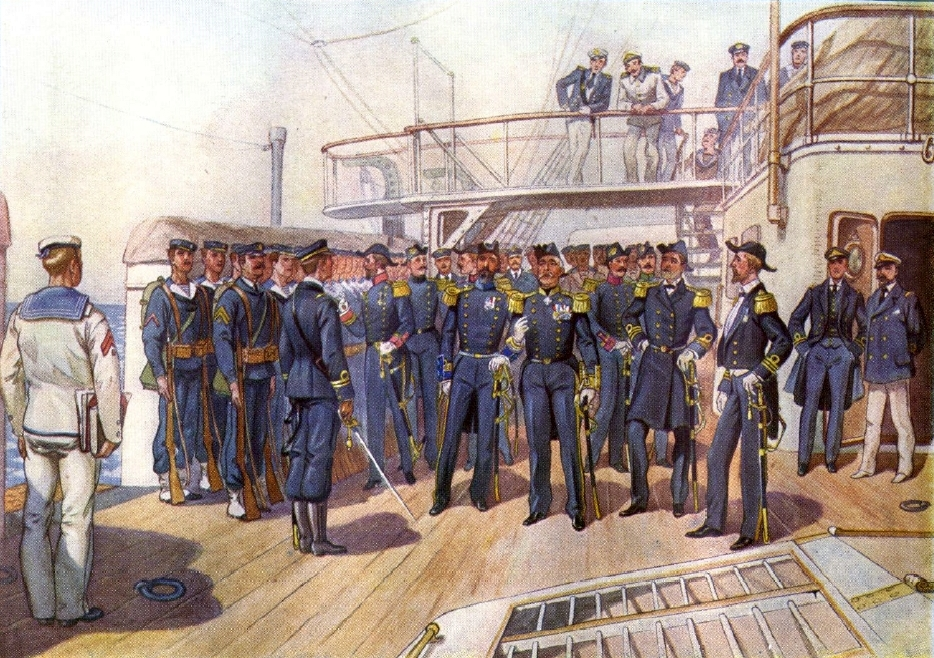
Uniformes vers 1890.

Le 29 octobre 1863, après une cérémonie d'intronisation dans sa ville natale de Copenhague et une tournée de plusieurs capitales européennes, le prince Guillaume de Danemark devenu roi des Hellènes arrive à bord du navire amiral grec Hellas (el), pour monter sur le trône en tant que Georges Ier de Grèce. En 1866, lors de la révolte des Crétois, les navires de la marine hellénique ne sont pas en état de la soutenir. Un tel échec conduit à l'éveil du gouvernement au problème de l'insuffisance de la marine et l'adoption d'une politique en déclarant que : « La marine, du fait qu'elle représente une arme nécessaire pour la Grèce, ne devrait être créée que pour la guerre et dans le but de la victoire ». Pour cette raison, la flotte est dotée de navires récents et plus gros, reflétant un certain nombre d'innovations, notamment l'utilisation du fer dans l'industrie de la construction navale et l'invention de la torpille. Par ces progrès, la marine grecque change en efficacité et en apparence.

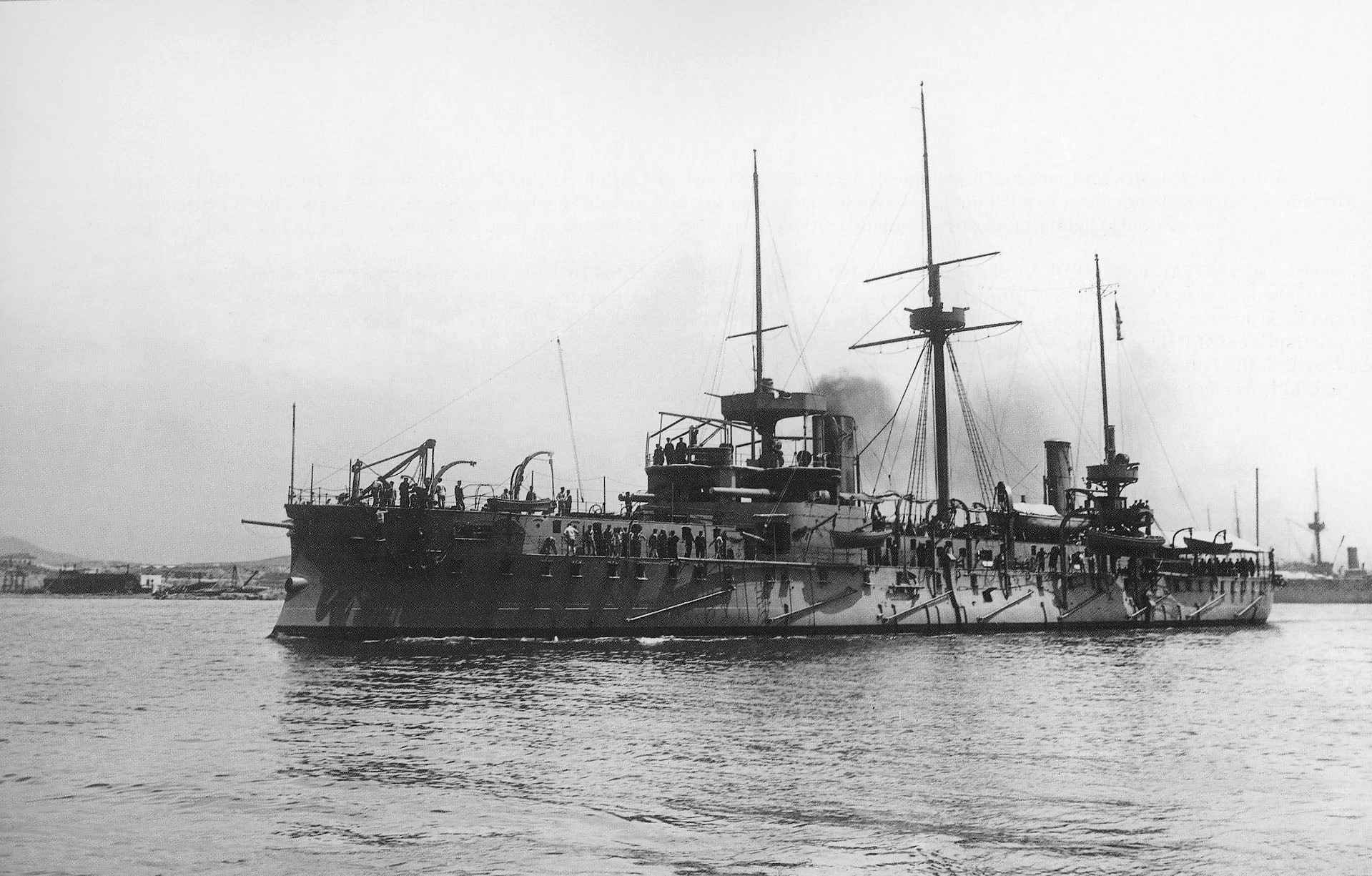
Le Psara vers 1900.

Pendant ce temps, à partir de 1878, en raison de la guerre russo-turque et la nécessité d'augmenter la marine grecque, une nouvelle et plus grande base navale est établie à proximité de Faneromeni dans l'île de Salamine. Quelques années plus tard, elle est transférée au cap Arapis où elle demeure de nos jours.
De même, l'académie navale est fondée et Ilías Kanellópoulos en est nommé directeur. Une mission navale française, dirigé par l'amiral Laurent Joseph Lejeune, introduit une nouvelle organisation navale, plus poussée et la formation méthodologique du personnel enrôlé, par la création d'une école de formation dans l'ancien bâtiment de la base navale de Poros. Pendant le gouvernement de Charílaos Trikoúpis, en 1889, la flotte s'accroit par l'acquisition de nouveaux navires de guerre français : Hydra (en), Spetsai (en) et Psara (en). Ainsi, lorsque la Grèce entre en guerre contre la Turquie, en 1897, la marine grecque installe sa domination dans la mer Égée, mais ne peut changer le résultat de la guerre sur le continent, qui s'avère être une humiliation nationale.
En 1907, l'état-major général de la Marine hellénique (en grec moderne : Γενικό Επιτελείο Ναυτικού) est fondé, avec alors le capitaine Pávlos Koundouriótis pour premier chef. Après la guerre, en 1897, l'Empire ottoman entreprend un programme d'expansion de sa flotte et en réponse, en 1909, le croiseur cuirassé Georgios Averoff est acheté à l'Italie. En 1910, une mission navale anglaise arrive, dirigée par l'amiral Lionel Grant Tufnell (en), afin de recommander des améliorations dans l'organisation et la formation de la marine. Cette mission conduit à l'adoption du style anglais de gestion, d'organisation et de formation de la flotte, en particulier dans le domaine de la stratégie.

### Les guerres balkaniques (1912-1913)

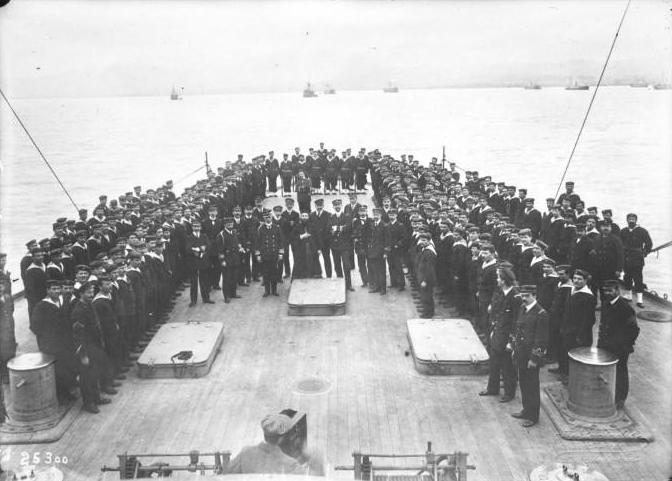
L'amiral Pávlos Koundouriótis et l'équipage du Georgios Averoff en 1912.

La marine, peu de temps avant les guerres balkaniques, est composée d'une flotte de destroyers et de cuirassés. Sa mission est principalement offensive, visant à capturer les îles ottomanes de la mer Égée orientale et à établir la suprématie navale dans la région. À cette fin, son commandant en chef, le contre-amiral Pavlos Kountouriotis , établit une base avancée dans la baie de Moudros à Lemnos, directement en face du détroit des Dardanelles. Ayant repoussé les deux tentatives de sortie turques à partir du détroit, à Elli (décembre 1912) et Lemnos (janvier 1913), la flotte grecque obtient la maîtrise de la mer Égée.
Les guerres balkaniques sont suivies par une escalade rapide entre la Grèce et l'Empire ottoman, sur le statut, alors peu clair, des îles de la mer Égée orientale. Les deux gouvernements se lancent dans une course à l'armement naval, la Grèce achetant les cuirassés obsolètes Lemnos et Kilkis, le croiseur léger Elli et commande également deux dreadnoughts, de classe Bretagne, le Basileus Konstantinos et le Salamis et un certain nombre de destroyers. Cependant, avec le déclenchement de la Première Guerre mondiale , la construction des cuirassés s'arrête.

### La première guerre mondiale et après (1914-1940)

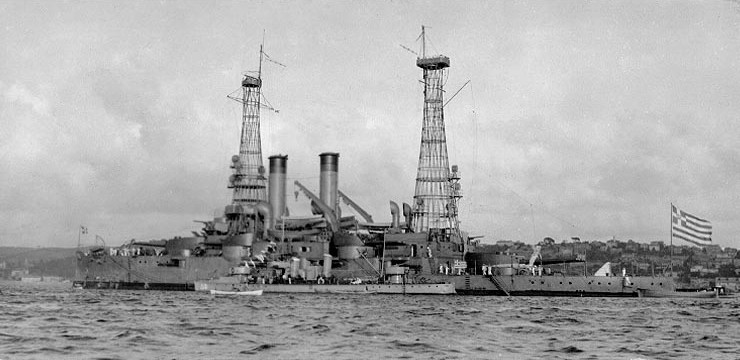
Le Lemnos à Constantinople en 1919.

Initialement pendant la guerre, la Grèce suit une politique de neutralité, bien que le Premier ministre Elefthérios Venizélos privilégie la Triple-Entente mais le roi Constantin Ier de Grèce fait savoir à l'Allemagne son choix de la neutralité. Ce différend conduit à un conflit politique profond, appelé le schisme national. En novembre 1916, afin de faire pression sur le gouvernement royal à Athènes, les Français confisquent les navires grecs. Ceux-ci continuent leurs missions avec des équipages français, principalement pour assurer des escortes de convois et patrouilles en mer Égée, jusqu'à l'entrée en guerre de la Grèce aux côtés des Alliés en juin 1917 : les bâtiments de la marine sont rendus à la Grèce. Par la suite, la marine grecque prend part aux opérations alliées de la mer Égée, dans l'expédition alliée à l'appui du général Dénikine des armées blanches en Ukraine mais aussi dans les opérations de guerre gréco-turque (1919-1922) en Asie Mineure.
Après la défaite catastrophique de la Grèce en 1922, les années 1920 jusqu'au début des années 1930 sont une période de turbulences politiques et économiques de sorte que la marine ne reçoit aucune nouvelle unité, en dehors de la modernisation de quatre destroyers, l'acquisition de six sous-marins français, en 1927, et quatre destroyers italiens (classe Dardo), en 1929.

### La seconde guerre mondiale
En 1938, la Grèce commande quatre destroyers modernes de classe Greyhound aux chantiers navals britanniques, faisant un pas sérieux vers la modernisation. Le déclenchement de la guerre en Europe, cependant, fait que seuls deux d'entre eux sont livrés. La Grèce entre dans la Seconde Guerre mondiale avec une marine composée de 2 cuirassés, 1 croiseur blindé, 14 destroyers et six sous-marins.
Au cours de la guerre italo-grecque, la marine reprend ses missions d'escorte de convois dans la mer Ionienne et lance également dans trois raids contre les convois d'approvisionnement italiens dans le canal d'Otrante. Le rôle le plus important est donné aux sous-marins, qui, bien qu'obsolètes, réussissent à couler plusieurs cargos italiens dans l'Adriatique.
Mais quand l'Allemagne nazie attaque la Grèce, la marine hellénique subit de lourdes pertes de la part de la Luftwaffe, dont 25 navires, y compris l'ancien cuirassé, devenu navire-école d'artillerie, le Kilkis et son jumeau le Lemnos, tous perdus en quelques jours en avril 1941. Il est ensuite décidé de déplacer la flotte restante (un croiseur, le Georgios Averoff, trois destroyers et cinq sous-marins) au sein de la Mediterranean Fleet à Alexandrie.
Au cours de la guerre, le nombre de navires de la marine de guerre hellénique augmente après la concession de plusieurs destroyers et sous-marins par la Royal Navy, l'effectif atteint un maximum de 8 500 hommes. Les aspects les plus notables de la participation de la flotte durant cette période comprennent les opérations du destroyer Reine Olga qui, jusqu'à ce qu'il coule à Leros, le 23 septembre 1943, est le destroyer allié avec le plus de succès en mer Méditerranée, la participation de deux destroyers dans la bataille de Normandie et l'histoire du destroyer Adrias, qui, alors qu'il opère à proximité des côtes de Kalymnos, en octobre 1943 heurte une mine marine, entraînant la perte de la proue du navire et soufflant la tourelle double de l'avant. Après quelques réparations mineures à Gümüşlük (en) en Turquie, l'Adrias parvient à revenir à Alexandrie après un voyage de 400 milles (640 km), alors que toute la partie avant du navire, jusqu'à la passerelle, est manquante.

### Après-guerre

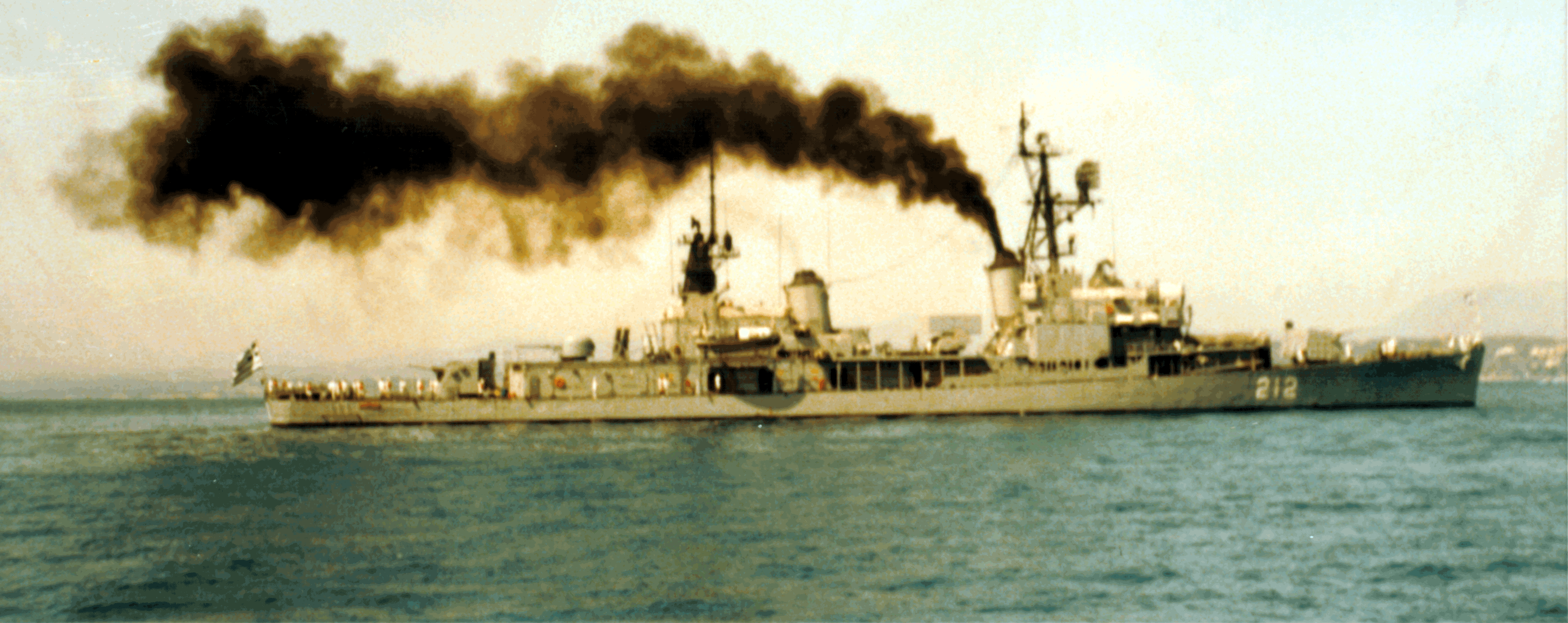
Le destroyer Kanaris IV (D212), quelques semaines avant son désarmement en 1993.

Après la Seconde Guerre mondiale, la marine de guerre hellénique est considérablement renforcée par la concession de navires britanniques et italiens. L'organisation change également avec les doctrines navales plus modernes de cette époque et après l'entrée de la Grèce dans l'OTAN en 1952. Au début des années 1950, l'aide militaire américaine forme le noyau des forces armées du pays. La marine hellénique reçoit les premiers destroyers de classe USS Bostwick (en) baptisé Tiría (Θηρία) et retire ses destroyers britanniques.
Des changements significatifs ont lieu au début des années 1970, lorsque la Grèce devient la première force navale de la Méditerranée à commander des navires d'attaque rapide équipés de missiles de la classe Combattante ainsi que des sous-marins de type 209, alors que l'aide militaire des États-Unis continue sous la forme de destroyers de classe FRAM II. En 1979, la marine hellénique passe achète aux Pays-Bas, neuf frégates de classe Kortenaer (en) (devenues de classe Elli). Deux de ces unités de surface sont neuves et livrées en 1981, les sept autres, de seconde main, ont été acquises entre 1994 et 2003.

### Des années 1980 au présent
La marine de guerre grecque a été renforcée à son maximum au cours des années 2000. L'arrivée des navires de classe Hydra (MEKO 200 HN), de plusieurs frégates de classe standard avec encore plus de missiles (RIM-162 ESSM - AGM-84 Harpoon, 4 sous-marins de classe Poseidon et de type 209 (S 116 Poseidon (Ποσειδών), S 117 Amphitriti (Αμφιτρίτη), S 118 Okeanos (Ωκεανός
), S 119 Pontos (Πόντος)) ainsi que des hélicoptères de la marine qui ont repris les missions des navires obsolètes qui ont été désarmés.
La Grèce a également reçu quatre destroyers de classe Charles F. Adams de la marine des États-Unis en 1991-1992. Tous les quatre ont depuis été désarmés du fait de l'obsolescence de leur électronique et de leur artillerie mais aussi parce qu'ils nécessitaient un équipage trop nombreux.
L'équipement a continué lorsque la Grèce a commandé des sous-marins de type 214 munis d'un système de propulsion anaérobie , des hélicoptères Sikorsky UH-60 Black Hawk et quatre aéroglisseurs de débarquement de classe Zoubr (Project 1232,2) russes et ukrainiens.
Les plans récents prévoient la modernisation des frégates de la classe standard[Quoi ?] avec de nouveaux systèmes électroniques et radars, la modernisation des sous-marins de classe Glaukos et Poseidon, avec de nouveaux sonars, l'électronique et les moteurs à propulsion anaérobie (programmes Neptune I / II).
En 2021, le pays commande trois frégates de défense et d'intervention à la France.

## La chaîne de commandement
La marine de guerre hellénique est hiérarchisée en 2015 comme indiqué ci-dessous :
- État-major général de la Marine hellénique (en grec moderne : Γενικό Επιτελείο Εθνικής Αμύνης (ΓΕΕΘΑ))
- État-major général de la Marine hellénique (en grec moderne : Γενικόν Επιτελείον Ναυτικού (ΓΕΝ))
  - Quartier général de la flotte (en grec moderne : Αρχηγείον Στόλου (ΑΣ))
    - Commandement naval en mer Égée (en grec moderne : Ναυτική Διοίκηση Αιγαίου (ΝΔΑ)) Le Pirée 37° 56′ 01″ N, 23° 37′ 31″ E
    - Commandement naval en mer Ionienne (en grec moderne : Ναυτική Διοίκηση Ιονίου (ΝΔΙ)) Patras 38° 15′ 00″ N, 21° 44′ 00″ E
    - (Commandement naval du nord de la Grèce (en grec moderne : Ναυτική Διοίκηση Βορείου Ελλάδος (ΝΔΒΕ)) Thessaloniki

  - Commandement naval de l'entraînement - Commandement de l'instruction navale (en grec moderne : Διοίκηση Ναυτικής Εκπαίδευσης (ΔΝΕ))[7] (Base navale de Kanellόpoulos - Chaïdári[8]
  - Gestion de la logistique (en grec moderne : Διοίκηση Διοικητικής Μέριμνας (ΔΔΜΝ)) Athènes[9]
    - Base navale de la baie de Souda (en grec moderne : Ναύσταθμος Σούδας) Crète
    - Base navale de Salamine (en grec moderne : Ναύσταθμος Σαλαμίνας) 37° 58′ 25″ N, 23° 31′ 42″ E et 37° 59′ 22″ N, 23° 43′ 18″ E

  - Service hydrographique (en grec moderne : Υδρογραφική Υπηρεσία)[10]
  - Service des phares (en grec moderne : Υπηρεσία Φάρων)[11]

En 2018, un commandement aérien de la marine est formé en fusionnant du commandement des hélicoptères de la marine avec le 353e escadron de la coopération navale, qui était alors une unité mixte air/marine.

## Navires de guerre et autres bâtiments de la marine hellénique
En 2015, la marine hellénique comprend les navires de guerre et autres bâtiments suivants :

##### Frégates de

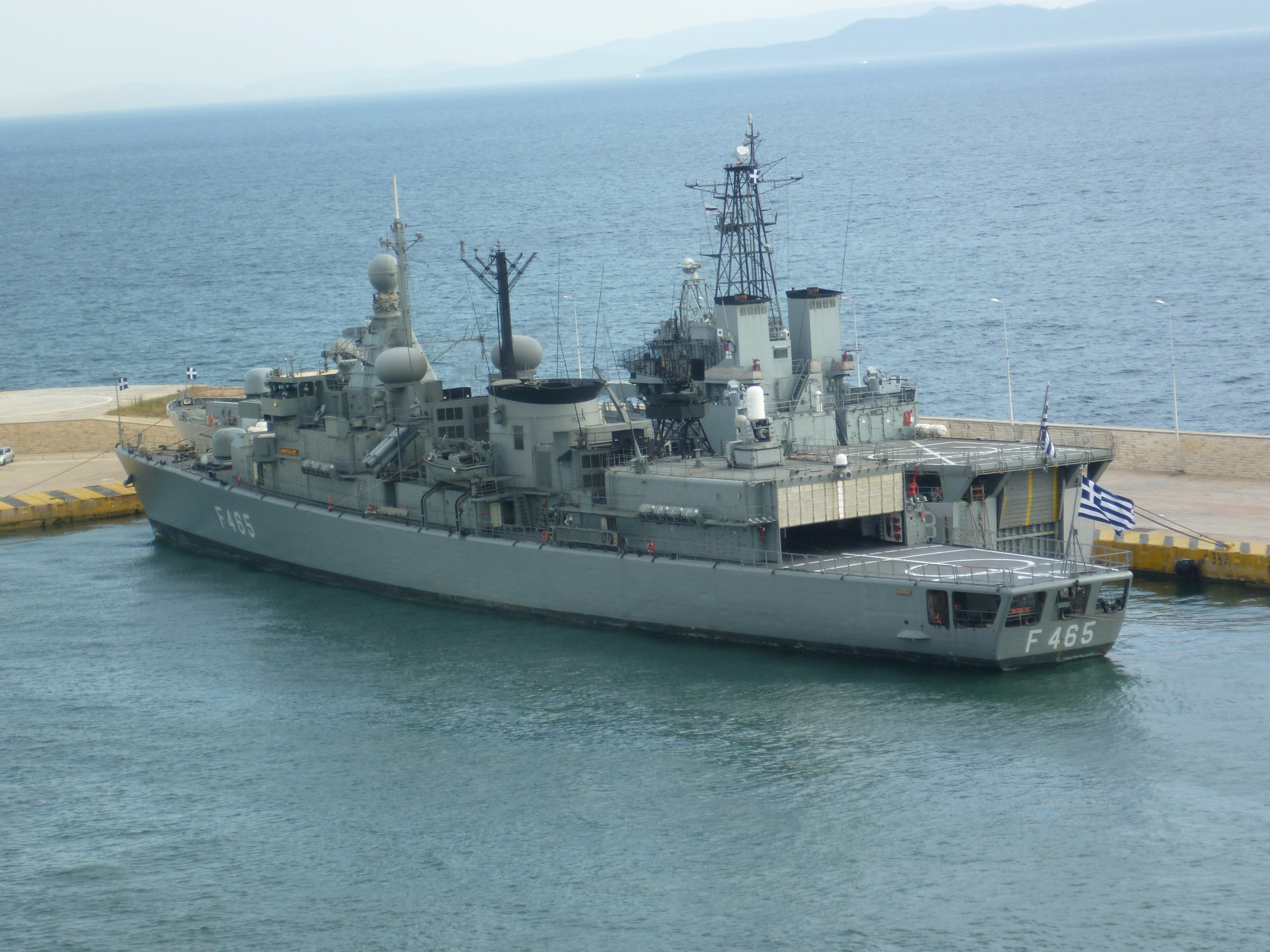
La frégate Themistokl (F 465) devant le LST Chios (L173) en 2011.

### Navires et sous-marins

#### Frégates

##### Frégates de classeclasse Hydra

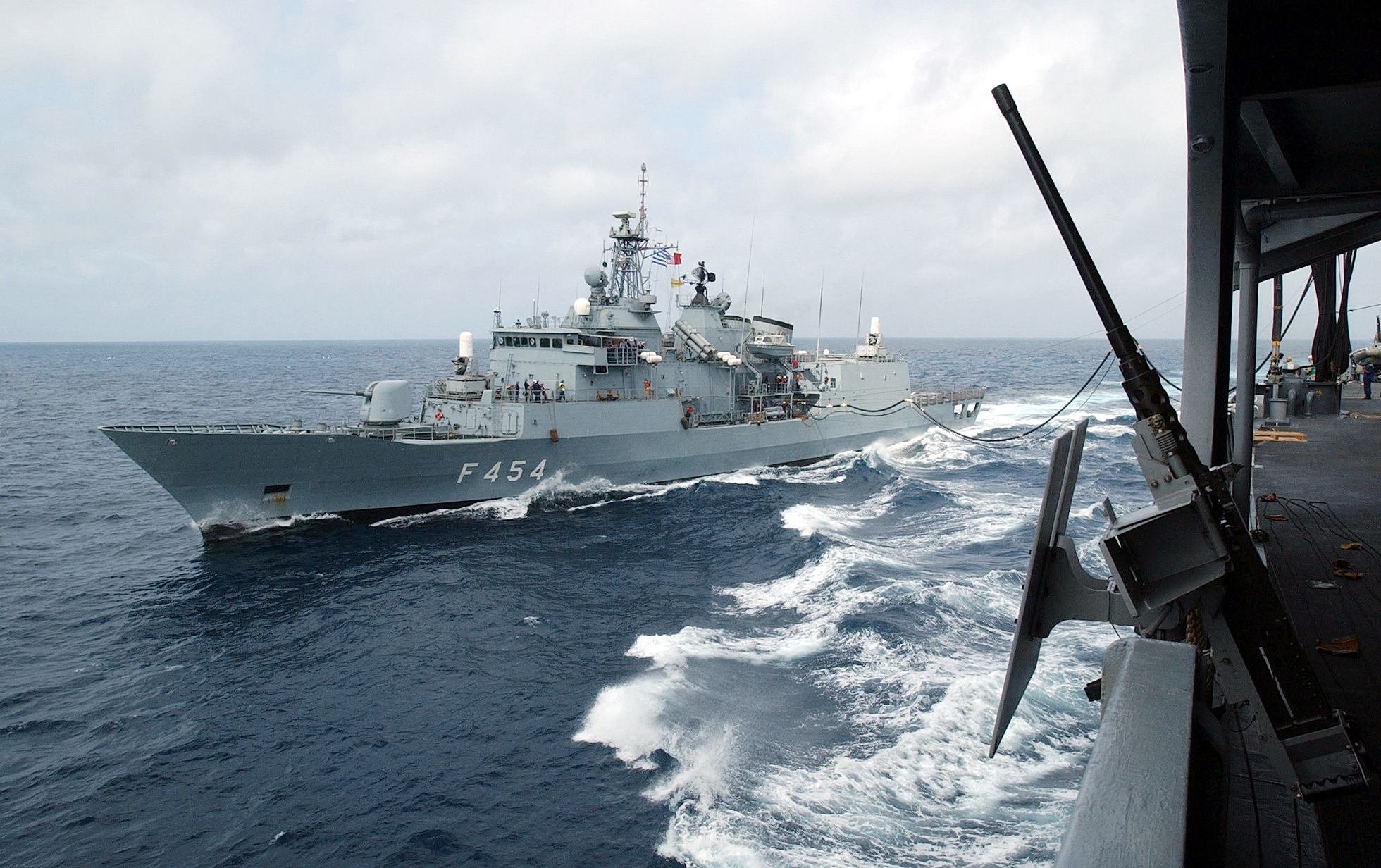
La frégate Psará V en 2002.

- Hydra (F-452)
- Spetsai (F-453)
- Psará (F-454)
- Salamis (F-455)

##### Frégates declasse Kortenaer(en)
- Έlli (el) (F 450)
- Lίmnos III (el) (F 451)
- Adrίas (el) (F 459)
- Aigaίon IV (el) (F 460)
- Navarίnon III (el) (F 461)
- Kountourίotis (nl) (F 462)
- Kanáris V (F 464)
- Themistoklίs (el) (F 465)
- Nikiforos Fokas (F 466)

#### Navires d'attaque rapide

##### Corvettede classeLa Combattante III(el)
- Laskos (P 20)
- Blessas (P 21)
- Mykonios (P 22)
- Troupakis PCB (P 23)

##### Corvette de classeLa Combattante IIIb(el)
- Kavaloudis (P 24)
- Degiannis (P 26)
- Xénos (P 27)
- Simitzopoulos (P 28)
- Starakis (P 29)

##### Corvette de classeLa Combattante IIa(el)
- Vόtsis (el) (P 72)
- Pezόpoulos (el) (P 73)
- Maridákis (el) (P 75)

#### Corvette de classe Vita
- Roussen (P 67)
- Daniolos (P 68)
- Krystallidis (P 69)
- Grigoropoulos (P 70)
- Ritsos (F71)[13]
- Karathanasis (P72)[13]
- Vlachakos (P73)[13]

#### Sous-marins

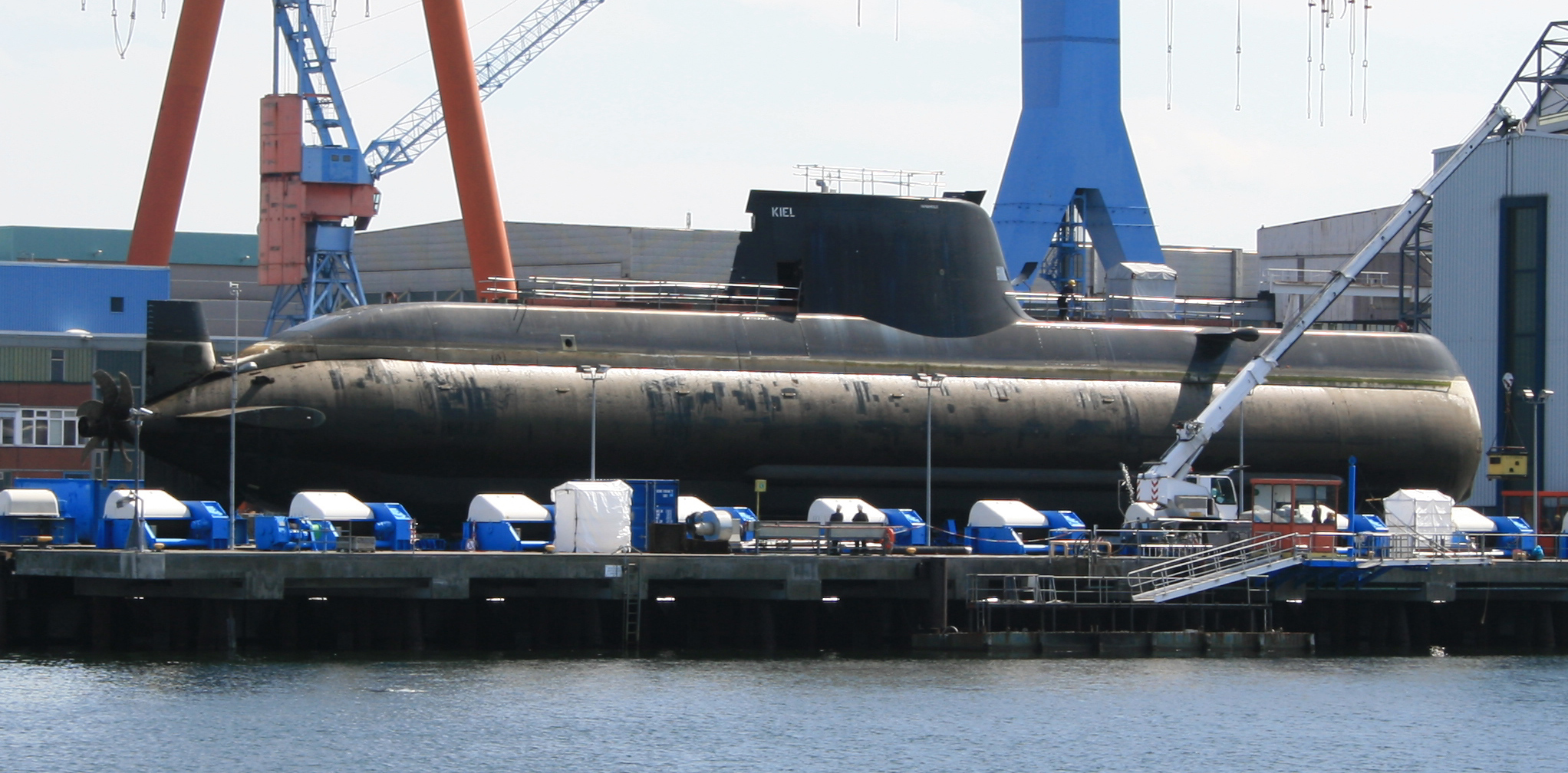
Le sous-marin Papanikolís II en 2008.

##### Sous-marins deType 209, classeGlafkos- Neptune I
- Nereus (S-111)
- Triton II (S-112)
- Proteus (S-113)

##### Sous-marins deType 209, classe Poseidón - Neptune II
- Poseidón IV (S-116)
- Amphitríti IX (S-117)
- Okeanos (S-118)
- Pontos (S-119)

##### Sous-marins deType 214, classe Papanikolís
- Papanikolís II (Παπανικολής ΙΙ) (S-120)
- Pipínos (S-121)
- Matrozos (S-122)[13]
- Katsónis (S-123)[13]

#### Navires de débarquement

##### Navires de ravitaillement et de débarquement declasse Jason
- Chios (L 173)
- Samos (L 174)
- Ikaria (L 175)
- Lesvos (L 176)
- Rhodos (L 177)

##### Navire de transport rapide de type aéroglisseurZubr
- Kefalliníá (el) (L-180)
- Ithacá (el) (L-181)
- Kérkyra (el)(L-182)
- Zákynthos (el) (L-183)

Seuls deux sont opérationnels en janvier 2016.

#### Patrouilleurs

##### Canonnière declasse gunboat Osprey 55
- Armatolόs II (el)(P 18)
- Naumáxos (el)(P 19)
- Kasos (P 57)
- Polemistis (P 61)

##### Canonnière declasse Asheville
- Tόlmi (el) (P 229)
- Ormí (el) (P 230)

##### Canonnière declasse gunboat Osprey HSY-56A
- Maxitis (P 266)
- Nikiforos (P 267)
- Aittitos (P 268)
- Krataios (P 269

#### Navires de soutien général
- Prometheus (navire) (el) (A 374)
- Aliakmonos III (el) (A 470)
- Axios III (el) (A 464)

#### Guerre des mines

##### Bâtiment de contre-mesures anti-mines de classe Hunt
- Evropi (M-62)
- Kallisto (M-63)

##### Chasseur de mines côtier de classe Osprey
- Euniki (M-61)
- Kalypso (M-64)

#### Navires Musées
- Geόrgios Avérof
- Velos
- Syros

### Aéronefs
La marine de guerre hellénique dispose des moyens aériens suivants :
- Hélicoptères de lutte anti-sous-marins Bell 212
- Hélicoptères de lutte anti-sous-marins S70B-6 Aegean Hawk
- Avions de coopération de la marine Lockheed P-3 Orion (patrouilles maritimes)

### Drone
- Alpha 900, drone hélicoptère[15].

## Grades et insignes de la marine de guerre hellénique
| Insignes des Officiers de la Marine | Insignes des Officiers de la Marine | Insignes des Officiers de la Marine | Insignes des Officiers de la Marine | Insignes des Officiers de la Marine | Insignes des Officiers de la Marine | Insignes des Officiers de la Marine | Insignes des Officiers de la Marine | Insignes des Officiers de la Marine | Insignes des Officiers de la Marine |
| OF-9                                | OF-8                                | OF-7                                | OF-6                                | OF-5                                | OF-4                                | OF-3                                | OF-2                                | OF-1                                | OF-1                                |
| ----------------------------------- | ----------------------------------- | ----------------------------------- | ----------------------------------- | ----------------------------------- | ----------------------------------- | ----------------------------------- | ----------------------------------- | ----------------------------------- | ----------------------------------- |
| Amiral                              | Vice-amiral                         | Contre-amiral                       | Commodore                           | Capitaine de vaisseau               | Capitaine de frégate                | Capitaine de corvette               | Lieutenant de vaisseau              | Enseigne de vaisseau de 1re classe  | Enseigne de vaisseau de 2e classe   |
|                                     |                                     |                                     |                                     |                                     |                                     |                                     |                                     |                                     |                                     |
|                                     |                                     |                                     |                                     |                                     |                                     |                                     |                                     |                                     |                                     |

| Grades et insignes des officiers-mariniers et de l'équipage | Grades et insignes des officiers-mariniers et de l'équipage | Grades et insignes des officiers-mariniers et de l'équipage | Grades et insignes des officiers-mariniers et de l'équipage | Grades et insignes des officiers-mariniers et de l'équipage | Grades et insignes des officiers-mariniers et de l'équipage | Grades et insignes des officiers-mariniers et de l'équipage | Grades et insignes des officiers-mariniers et de l'équipage | Grades et insignes des officiers-mariniers et de l'équipage | Grades et insignes des officiers-mariniers et de l'équipage | Grades et insignes des officiers-mariniers et de l'équipage | Grades et insignes des officiers-mariniers et de l'équipage | Grades et insignes des officiers-mariniers et de l'équipage | Grades et insignes des officiers-mariniers et de l'équipage |
| OR-9                                                        | OR-9                                                        | OR-8                                                        | OR-8                                                        | OR-7                                                        | OR-7                                                        | OR-6                                                        | OR-6                                                        | OR-6                                                        | OR-6                                                        | OR-4                                                        | OR-4                                                        | OR-1                                                        | OR-1                                                        |
| ----------------------------------------------------------- | ----------------------------------------------------------- | ----------------------------------------------------------- | ----------------------------------------------------------- | ----------------------------------------------------------- | ----------------------------------------------------------- | ----------------------------------------------------------- | ----------------------------------------------------------- | ----------------------------------------------------------- | ----------------------------------------------------------- | ----------------------------------------------------------- | ----------------------------------------------------------- | ----------------------------------------------------------- | ----------------------------------------------------------- |
| Officier cadet                                              | Officier cadet                                              | Maître principal                                            | Maître principal                                            | Premier maître                                              | Premier maître                                              | Maître                                                      | Maître                                                      | Maître                                                      | Maître                                                      | Quartier Maître                                             | Quartier Maître                                             | Marin                                                       | Marin                                                       |
| ΣΜΥΝ-ΕΜΘ                                                    | (Conscrit)                                                  | ΣΜΥΝ                                                        | ΕΠΟΠ-ΕΜΘ                                                    | ΣΜΥΝ                                                        | ΕΠΟΠ-ΕΜΘ                                                    | ΣΜΥΝ                                                        | ΕΜΘ                                                         | ΕΠΟΠ                                                        | (Conscrit)                                                  | ΕΠΟΠ (homme-femme)                                          | (Conscrit)                                                  | ΕΠΟΠ (homme-femme)                                          | (Conscrit)                                                  |
|                                                             |                                                             |                                                             |                                                             |                                                             |                                                             |                                                             |                                                             |                                                             |                                                             |                                                             |                                                             |                                                             |                                                             |
|                                                             |                                                             |                                                             |                                                             |                                                             |                                                             |                                                             |                                                             |                                                             |                                                             |                                                             |                                                             |                                                             |                                                             |

## Pavillons

Marine hellénique royale (1833-1858)
Marine hellénique royale (1863-1924 et 1935-1970)
Pavillon de la marine de guerre hellénique et drapeau de la Grèce
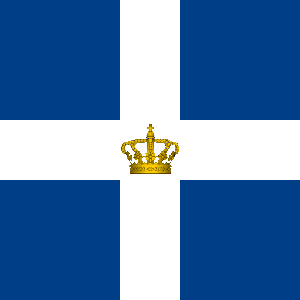
Marine hellénique royale pavillon de beaupré, 1935.
Marine de guerre hellénique pavillon de beaupré
Marque de commandement du ministrèe de la défense hellénique
Marque de commandement de l'amiral (4 étoiles)
Marque de commandement du commandant en chef
Flamme de guerre

## Sources
- (en)/(el) Cet article est partiellement ou en totalité issu des articles intitulés en anglais « Hellenic Navy » (voir la liste des auteurs) et en grec moderne « Ελληνικό Πολεμικό Ναυτικό » (voir la liste des auteurs).